# La fortuna si diverte
La fortuna si diverte (The Jackpot) è un film del 1950 diretto da Walter Lang.

## Trama
Bill Lawrence, un tranquillo impiegato di un grande magazzino, sposato e con normale routine familiare, risponde esattamente a una domanda di un quiz radiofonico, vincendo la favolosa cifra di 24.000 dollari (ai tempi un patrimonio). Il montepremi non consiste però in denaro contante, bensì in oggetti il cui valore complessivo è pari alla cifra vinta.
Dopo aver visto la propria casa invasa da ogni genere di cianfrusaglia, l'impiegato deve poi affrontare il fisco, che pretende la sua "fetta" della vincita, pari a 7.000 dollari, esigendo la somma in contanti. Da questo momento Bill dovrà affrontare un susseguirsi di situazioni comiche per riuscire a procurarsi il denaro in pochi giorni, tanto che finirà anche in prigione.

## Curiosità
- Barbara Hale, la comprensiva moglie Amy, è nota al grande pubblico per essere stata la segretaria di Perry Mason nell'omonima serie televisiva.
- Da ricordare l'interpretazione della bambina prodigio Natalie Wood, che qui aveva dodici anni ed impersonava la figlia di Bill Lawrence.
- La sceneggiatura venne scritta da Henry e Phoebe Ephron, genitori di Nora Ephron, a sua volta sceneggiatrice di alcuni successi degli ultimi anni, tra cui C'è posta per te e Harry, ti presento Sally....
- La fortuna si diverte è considerata una delle migliori commedie che trovano spunto dalla radio.